# NGC 5644
NGC 5644 é uma galáxia lenticular (S0) localizada na direcção da constelação de Boötes. Possui uma declinação de +11° 55' 41" e uma ascensão recta de 14 horas, 30 minutos e 25,5 segundos.
A galáxia NGC 5644 foi descoberta em 11 de Junho de 1880 por Édouard Jean-Marie Stephan.